# كيويتمان
كيويتمان (بالإنجليزية: Quitman, Georgia)‏ هي مدينة تقع في مقاطعة برووكس، جورجيا بولاية جورجيا في الولايات المتحدة. تبلغ مساحة هذه المدينة 10.74 (كم²)، وترتفع عن سطح البحر 58 م، بلغ عدد سكانها 3850 نسمة في عام 2010 حسب إحصاء مكتب تعداد الولايات المتحدة.

## أعلام
- بوب سوندرز
- دانا أ. دورسي
- كليفورد أيفوري
- لورانس فيرجيل
- دنيس مكينون

## وصلات خارجية
- www.cityofquitmanga.com
- Cities & Counties - Georgia.gov